# Drulhe
Drulhe (okzitanisch: Drulha) ist eine französische Gemeinde mit 451 Einwohnern (Stand: 1. Januar 2022) im Département Aveyron in der Region Okzitanien (vor 2016 Midi-Pyrénées). Sie gehört zum Arrondissement Villefranche-de-Rouergue und zum Kanton Villeneuvois et Villefranchois. Die Einwohner werden Drulhois genannt. 

## Geografie
Drulhe liegt etwa 38 Kilometer nordwestlich von Rodez. Umgeben wird Drulhe von den Nachbargemeinden Peyrusse-le-Roc im Norden, Vaureilles im Osten, Lanuéjouls im Südosten, Maleville im Süden, Saint-Igest im Westen, Salles-Courbatiès im Westen und Nordwesten sowie Naussac im Nordwesten.

## Bevölkerungsentwicklung
| Jahr                       | 1962 | 1968 | 1975 | 1982 | 1990 | 1999 | 2006 | 2019 |
| Einwohner                  | 570  | 518  | 468  | 432  | 395  | 417  | 400  | 455  |
| Quellen: Cassini und INSEE |      |      |      |      |      |      |      |      |

## Sehenswürdigkeiten
- Kirche Notre-Dame aus dem 13. Jahrhundert

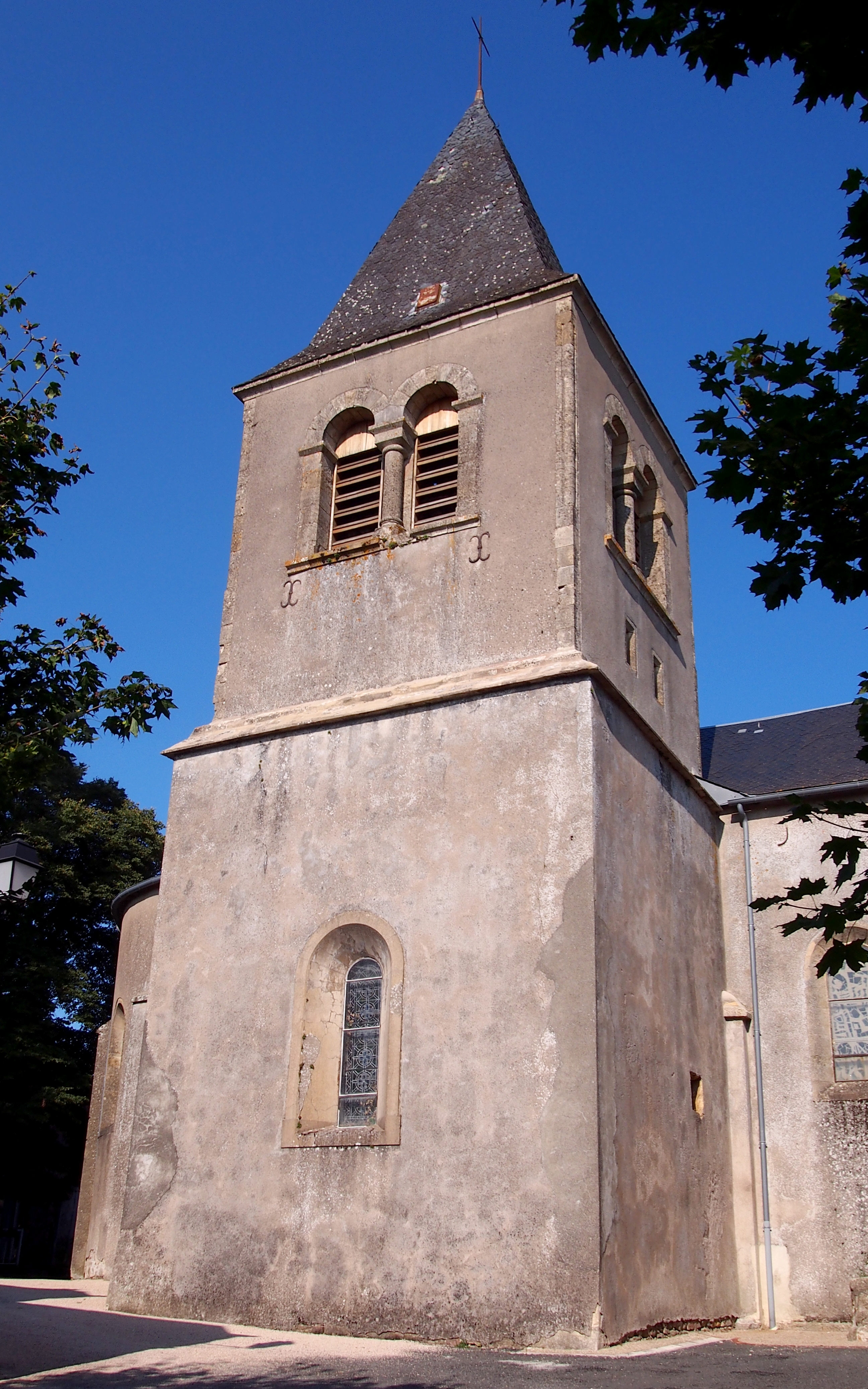
Turm der Kirche Notre-Dame